# Liste des épisodes de Digimon Fusion
Chronologie
Digimon Appmon
L'anime de soixante-dix-neuf épisodes, Digimon Fusion, produit en 2010 par Toei Animation, est la sixième saison adaptée de la franchise Digimon. La série relate les aventures d'un jeune garçon nommé Mikey Kudo, et des « Combattants Fusion », utilisant le pouvoir de fusionner leurs partenaires Digimon dans le but de les rendre plus forts et de sauver le digimonde de la menace — le Lord Bagra et son armée — qui pèse sur lui. Fusion est initialement diffusée au Japon du 6 juillet 2010 au 25 mars 2012 sur la chaîne de télévision TV Asahi. Diffusée trois ans après la cinquième saison,, Fusion, de son titre originel Digimon Xros Wars, se compose de trois arcs distincts ; d'une première saison composée de trente épisodes et d'une deuxième de vingt-quatre épisodes,. Le dernier arc de vingt-cinq épisodes est considéré comme une série distincte,, « Toki wo Kakeru Shounen Hantâ-tachi ».
Le 18 janvier 2011, Toei Animation dépose la marque « Digimon Fusion Battles » et Crunchyroll propose en amont une version sous-titrée en anglais le 21 novembre 2011. Le 25 juillet 2012, Toei Animation Europe annonce Digimon Fusion Battles en Italie, pour une diffusion à partir du juin 2013 sur Rai 2 ; la série est déprogrammée en catastrophe en août 2013 et est reléguée sur la chaine de la TNT italienne Rai Gulp pour une unique diffusion de l'intégrale d'octobre à novembre 2013,.     
Ensuite, le projet d'exportation de la série devient international et est dirigée par Saban Brands pour la première fois en treize ans, avec Marvista Entertainment, après avoir acquis les droits le 25 septembre 2012,. Saban Brands présente ce projet au MIPCOM 2012 pour vendre son produit à de futurs distributeurs et/ou diffuseurs. En juin 2013, Saban confirme la diffusion de Digimon Fusion en version anglaise dans le programme Vortexx sur la chaîne CW pour automne 2013, et sur la chaîne Nickelodeon pour le 7 septembre 2013.
En France, Digimon Fusion est acquise par le groupe Lagardère en décembre 2014 et est initialement diffusée en deux saisons du 3 janvier au 14 octobre 2015 sur la chaîne Canal J,. Digimon Fusion en devient, avec plus de 1 700 diffusions jusqu'au 26 août 2018, une marque phare et multi diffusée,. Elle intègre le catalogue de la plateforme Gulli Max (du groupe) en février 2015 et de la plateforme Netflix en 8 mars 2015,. La série en version française est également diffusée sur MBC 1 dès 2015. L'entreprise Saban Brands ferme le 2 juillet 2018.
Il s'agit de la première saison Digimon diffusée en français en l'espace de dix ans depuis la troisième saison Digimon Tamers en 2002. La troisième partie, considérée comme une série à part entière, n'est pas exportée en France ni aux États-Unis et s'est limitée, après sa diffusion, à des DVD en location au Japon.
Kousuke Yamashita compose la bande originale japonaise de la série. Les génériques de la série comptent comme titre : Never Give Up! (ネバギバ!, Neba Giba!) de Sonar Pocket (des épisodes 1 à 30), New World de Twill (des épisodes 31 à 54), et STAND UP de Twill (des épisodes 55 à 79). La version internationale est composée par Noam Kaniel, également interprète avec Frederic Jaffre du générique Act as One.

## Épisodes

### Première saison
| No | Titre français                            | Titre japonais                                     | Titre japonais | Date de 1re diffusion             |
| No | Titre français                            | Kanji                                              | Rōmaji | Date de 1re diffusion             |
| --- | ----------------------------------------- | -------------------------------------------------- | --- | --------------------------------- |
| 1 | Mikey découvre le digimonde               | タイキ、異世界へ行く！                             | Taiki, Isekai e Yuku! (Mikey, va dans un autre monde !)                                                                 | 6 juillet 2010 3 janvier 2015     |
| Mikey, un garçon optimiste qui ne peut s'empêcher d'aider les gens en difficulté, rencontre un Digimon nommé Shoutmon, qui l'emmène avec ses amis dans le Digimonde afin de le sauver de l'Armée de Bagra. Ils se rendent compte qu'ils ne pourront pas se mesurer à MadLeomon, ils sont rejoints par une poignée d'autres pour les aider à réussir leur mission — Ballistamon, Starmon et les Pickmons —Shoutmon explique ensuite son objectif : devenir roi du Digimonde. |                                           |                                                    | |                                   |
| 2 | Le rugissement de Shoutmon                | シャウ卜モン、吠える！                             | Shautomon, Hoeru! (Shoutmon, rugis !)                                                                                   | 13 juillet 2010 3 janvier 2015    |
| Shoutmon organise un banquet dans l'idée d'empêcher Mikey de quitter le Digimonde. L'armée de Bagra attaque et Shoutmon n'est pas à son avantage, jusqu'à ce que Mikey l'aide avec ses amis utilisant la Digi-Fusion, Shoutmon ×2 apparaît. Angie fait la brève rencontre de Cutemon et Dorulumon. Près d'eux, une mystérieuse fille les observe. |                                           |                                                    | |                                   |
| 3 | Rivalité                                  | 強敵キリハ、現る！                                 | Raibaru Kiriha, Arawaru! (Le rival Christopher apparaît !)                                                              | 20 juillet 2010 3 janvier 2015    |
| Mikey, Angie et Jeremy se joignent à Shoutmon et ses amis. Essayant toujours de vaincre l'Armée de Bagra, ils rencontrent Christopher et Nene, deux autres humains dans le Digimonde. Tactimon donne à MadLeomon une dernière chance de les exterminer, celui-ci envoie alors Drimogemon. Christopher propose alors à Mikey de devenir son allié, mais ce dernier refuse en voyant la cruauté avec laquelle MailBirdramon traite un Golemon avec lequel il a fusionné pendant le combat. MadLeomon prend avantage sur Shoutmon ×2, Cutemon et Dorulumon viennent à son aide. Jeremy perché au sommet d'un des nombreux bambous géants du village, arrive à battre Drimogemon. Furieux d'avoir été vaincu, MadLeomon veut s'auto-détruire. Shoutmon ×3 apparaît. Dorulumon et Cutemon s'éloignent ensuite. |                                           |                                                    | |                                   |
| 4 | Chaos dans la zone des Îles               | アイランドゾーン、激動！                           | Airando Zōn, Gekidō! (La zone des Îles, ce chaos !)                                                                     | 27 juillet 2010 3 janvier 2015    |
| Nene apprend aux Combattants Fusion l'usage des couronnes-codes et à la manière d'ouvrir un portail menant à une autre zone. Après avoir ouvert le portail, les Combattants Fusion voyage vers la zone des Îles là où ils sauvent un Archelomon âgé d'un groupe de Gizamon. |                                           |                                                    | |                                   |
| 5 | Merci pour les digicartes !               | デジメモリ、輝く！                                 | Dejimemori, Kagayaku! (Lumière sur les digicartes !)                                                                    | 3 août 2010 9 janvier 2015        |
| Neptunemon apprend que la Couronne-Code se trouve dans le ventre de Whamon. Il le bombarde donc avec des en-cas et des bombes DigiOctets afin d'affaiblir le géant. Shoutmon affronte ces bombes sans se soucier de sa sécurité, avec Mikey ils sont avalés par inadvertance et poursuivis par des Flymon, l'un envoie un dard empoisonné à Shoutmon. Whamon les expulse de son corps et offre une huile qui peut le soigner et en leur donnant la Couronne-Code. La digi-fusion est inutile face à Ebidramon, le Roi Whamon révèle l'existence de digi-cartes de Digimon Légendaires, une aide lors des combats. Neptunemon invoque une armée de Seadramon afin de leur soutirer la couronne-code. |                                           |                                                    | |                                   |
| 6 | Crises et conquêtes                       | ×4, 危機突破！                                     | Kurosu Fō, Kiki Toppa! (X4, percée dans la crise !)                                                                     | 10 août 2010 10 janvier 2015      |
| Lorsque l'équipe de Mikey est entouré par des Seadramon sur l'île, Christopher propose son aide en échange des digi-cartes. Refusant l'offre mais le remerciant malgré tout pour les avoir aidé, Mikey utilise celle de MarineAngemon pour invoquer un groupe qui les aident à retarder les Seadramon et Neptunemon. Shoutmon ×4 vainc Neptunemon en retournant son attaque contre lui. |                                           |                                                    | |                                   |
| 7 | Éruption de violence                      | 火山デジモン、大爆発！                             | Kazan Dejimon, Daibakuhatsu! (Explose, le Digimon volcan !)                                                             | 17 août 2010 10 janvier 2015      |
| AncientVolcanomon réduit des Digimon locaux en esclaves pour s'emparer de la Couronne-Code aux ruines où se trouve le QG de Bagra. Au moment où l'équipe de Mikey tente de les libérer, SkullMeramon les découvre. Cutemon révèle qu'il traverse le Digimonde à la recherche de ses parents, capturés par l'armée de Bagra. Bearmon, un des prisonniers, révèle que ses parents étaient retenus dans la zone. |                                           |                                                    | |                                   |
| 8 | Fusion dans la Zone du Magma              | 猛将タクティモン、迫る！                           | Mōshō Takutimon, Semaru! (Grand Général Tactimon, approchez !)                                                          | 24 août 2010 10 janvier 2015      |
| Mikey décide de se rendre et de livrer à AncientVolcanomon un faux Chargeur Fusion. Shoutmon étant le seul à ne pas comprendre cette stratégie, Mikey explique que se rendre leur permettra de sauver les prisonniers. Une fois emprisonnés, Cutemon apprend de la part d'un Prairiemon que ses parents ont été transférés ailleurs. Avec l'aide d'autres prisonniers, les Combattants Fusion creusent un trou pour s'échapper. Shoutmon ×4 apparaît ensuite. |                                           |                                                    | |                                   |
| 9 | La vraie nature de Dorulumon              | ドルルモン、風に駆ける！                           | Dorurumon, Kaze ni Kakeru! (Au galop Dorulumon, à toute vitesse !)                                                      | 31 août 2010 16 janvier 2015      |
| Alors que Mikey et Dorulumon attendent leur sort au fin fond d'une cellule, Christopher apparaît pour combattre Tactimon. Profitant de cette diversion, les Combattants Fusion se libèrent avec l'aide de BlueMeramon, guidant alors les Combattants Fusion avant de se sacrifier pour Dorulumon face à SkullMeramon. Les Combattants Fusion se confrontent ensuite à AncientVolcanomon et une armée de Meramon. Avec Dorulumon qui accepte finalement de se joindre au groupe, les Combattants Fusion obtiennent la couronne-code de la Zone du Magma, puis se dirigent vers la zone suivante. |                                           |                                                    | |                                   |
| 10 | Deux champions rivaux                     | タイキ、騎士になる！                               | Taiki, Kishi ni Naru! (Mikey, deviens un chevalier !)                                                                   | 14 septembre 2010 17 janvier 2015 |
| Mikey va à la Zone du Lac et sauve Knightmon du fond d'un lac glacé. Pendant ce temps, les forces de Bagra dirigées par IceDevimon attaquent le château sous les ordres de Laylamon. Christopher et l'équipage arrivent et se battent aux côtés de Mikey. Les Combattants Fusion sont présentés à la princesse de la Zone du Lac, Beastmon, à l'occasion d'un banquet rempli de digi-octets. Laylamon leur révèle l'ombre d'un mystérieux et gigantesque Digimon. |                                           |                                                    | |                                   |
| 11 | Angie et le reflet dans la glace          | クロスハート、燃える！                             | Kurosu Hāto, Moeru! (Ça chauffe avec les Combattants Fusion !)                                                          | 14 septembre 2010 17 janvier 2015 |
| Depuis que Mikey est trop épuisé pour combattre, les Combattants Fusion se regroupent sous la direction de Jeremy. Angie remet en question son utilité au sein du groupe. Plus tard pendant la nuit, Laylamon utilise un miroir magique pour tenter de contrôler Angie et lui faire croire qu'elle pourra retourner dans le monde réel auprès de sa mère si elle vole la couronne-code. Angie réussit à voler la couronne-code au lever du soleil, et rejoint Laylamon de l'autre côté du lac avec Daipenmon, un IceDevimon congelé, et une armée d'Icemon. |                                           |                                                    | |                                   |
| 12 | Trésors et traquenard                     | サンドゾーン、遺跡で大冒険！                       | Sando Zōn, Iseki de Daibōuken! (La Zone du Sable, une grande aventure dans ses ruines !)                                | 12 octobre 2010 17 janvier 2015   |
| Dans la zone du Sable, les Combattants Fusion apprennent qu'un mystérieux trésor y est caché et décident de partir à sa recherche. Par un piège tendu par SkullScorpiomon, les héros tombent dans un sous-sol ou se trouvent le commandant de la zone : Blastmon. Ils finissent encerclés par un groupe de SkullScorpiomon avant d'être sauvés par Deputymon qui leur demandera de chercher le trésor pour lui. La porte menant au trésor ne s'ouvre que grâce à un baiser d'Angie, les Combattants Fusion se retrouvent nez-à-nez avec un BigMamemon duquel ils arrivent à fuir. Mikey reçoit la couronne-code de la Zone du sable et quatre nouvelles digi-cartes. |                                           |                                                    | |                                   |
| 13 | Mikey, guerrier de lumière                | タイキ、女神の戦士！                               | Taiki, Megami no Senshi! (Mikey, combattant pour la déesse !)                                                           | 19 octobre 2010 23 janvier 2015   |
| 14 | Épreuve de force dans la Zone du Sable    | 戦士ベルゼブモン、舞う！                           | Senshi Beruzebumon, Mau! (Beelzemon le guerrier, danse !)                                                               | 26 octobre 2010 24 janvier 2015   |
| 15 | Des ennuis au paradis                     | ヘブンゾーン、楽園の罠！                           | Hebun Zōn, Rakuen no Wana! (La zone du ciel, piège du paradis !)                                                        | 9 novembre 2010 24 janvier 2015   |
| Envoyés depuis un portail créé par Lalyamon, les Combattans Fusion atterrissent dans une grande ville flottant dans le ciel. En chute libre, Mikey est sauvé par Shakkoumon qui avertit le groupe de ne pas se laisser berner par l'aspect paradisiaque de cette Zone. Entretemps, Dondokomon, qui essaye d'accompagner un orchestre de Pucchiemon, entre en conflit avec un officier Piximon ce dernier lui expliquant qu'il enfreint de nombreuses règles : l'altercation attirera l'attention de son supérieur Gargoylemon. Par chance, les Combattants Fusion sont aidés par un résident nommé Lucemon, qui assume. Peu après, Lucemon explique à Mikey et son groupe que Gargoylemon est un officier sous les ordres de SlushAngemon, le président de la Zone. Il explique que SlushAngemon a permis de protéger la Zone contre l'armée de Bagra, permettant aux habitants de vivre en paix. Mais avec les méthodes drastiques de SlushAngemon qui garantissent le maintien de l'ordre, Lucemon révèle son intention de devenir lui-même président afin d'abolir toutes les lois tyranniques imposées par SlushAngemon. |                                           |                                                    | |                                   |
| 16 | La Zone du Ciel s'assombrit               | 黒騎士デジモン、参上！                             | Kurokishi Dejimon, Sanjō! (Le chevalier noir Digimon apparaît !)                                                        | 16 novembre 2010 24 janvier 2015  |
| 17 | Orages dans les nuages                    | 奇跡のデジクロス！シャウトモン×5飛ぶ！             | Kiseki no Dejikurosu! Shautomon Kurosu Faibu Tobu! (La digifusion miraculeuse ! Shoutmon X5 prend son envol !)          | 23 novembre 2010 29 janvier 2015  |
| Mikey demande à Sparrowmon de travailler avec lui pour sauver Nene. Sparrowmon tente alors d'avoir DarkKnightmon pour les aider, mais ce dernier est plus intéressé par l'augmentation de la puissance des ténèbres proches de Lucemon... |                                           |                                                    | |                                   |
| 18 | Bienvenue dans la Zone de la jungle       | スティングモン、デジモン大密林の勇者               | Sutingumon, Dejimon Dai Mitsurin no Yūsha (Stingmon, le brave Digimon de la grande jungle)                              | 30 novembre 2010 30 janvier 2015  |
| Angie, Jeremy, Cutemon et Beelzemon s'éloignent du groupe, Mikey envoie Dorulumon et Deputymon à leur recherche. Le groupe d'Angie est attaqué par Stingmon avant que Lilamon n'intervienne pour l'arrêter ; les deux amènent le groupe vers d'un temple sacré du gardien de la Zone et dans lequel ceux ayant le cœur rempli d'amour peuvent accéder. |                                           |                                                    | |                                   |
| 19 | Ça balance dans la Zone de la jungle      | 伝説のデッカードラモン、動く！                     | Densetsu no Dekkādoramon, Ugoku! (Le légendaire Deckerdramon, en action !)                                              | 7 décembre 2010 30 janvier 2015   |
| Nene et AxeKnightmon partent à la poursuite de Stingmon alors qu'il est amené dans le temple par le protecteur de la Zone de la Jungle, Deckerdramon, pour se faire soigner. À la sortie du temple, Mikey veut sauver Nene mais Lilamon explique que seul une danse d'amoureux peut convaincre Deckerdramon d'ouvrir le passage. Alors qu'Angie et Jeremy doivent, malgré leur gêne, danser devant tout le monde, Mikey réussit à convaincre Christopher et Sparrowmon de les aider. Mikey retrouve Nene, qui évoque qu'elle doit obéir à AxeKnightmon car ce dernier lui a promis de la faire retourner auprès de son petit frère. Deckerdramon décide entretemps de s'allier à Christopher et lui donne la couronne-code. Après l'attaque de MetalGreymon et Deckerdramon, Nene s'enfuit vers la Zone de la Poussière avec Christopher à sa poursuite. Mikey, lui, est séparé de son groupe. |                                           |                                                    | |                                   |
| 20 | Le train de la terreur                    | ダストゾーン、グランドロコモンの大スクラップ都市！ | Dasuto Zōn, Gurandorocomon no Dai Sukurappu Toshi! (La Zone de la Poussière, la grande ville de ferraille de Locomon !) | 14 décembre 2010 30 janvier 2015  |
| Mikey se retrouve dans la Zone de la Poussière aux côtés d'AxeKnightmon qui lui ordonne de toucher l'orbe où se trouve Nene, mais Mikey en est incapable en raison de son cœur pur. Il est éjecté et retrouve son groupe, entouré par des MetalMamemon avant que son Chargeur Fusion ne se fasse voler par leur chef, Garbagemon. Le groupe de Mikey font ensuite la rencontre de Puppetmon, un habitant antipathique qui révèle que la Zone de la Poussière n'est rien d'autre qu'un dépotoir géant dirigé par GranLocomon. Lorsqu'ils évoquent le Chargeur Fusion de Mikey, le comportement de Puppetmon change subitement et ce dernier propose son aide à Mikey. Cependant, lorsqu'ils arrivent à la cachette de Garbagemon, Puppetmon vole le Chargeur Fusion de Mikey afin de l'offrir à GranLocomon pour qu'il puisse lui donner une chance de partir de la zone. Avec l'aide de Puppetmon, Shoutmon ×4 détruit GranLocomon. Peu après, les Combattants Fusion, Puppetmon et le groupe de Garbagemon sont attaqués par surprise par AxeKnightmon aux côtés de SkullGreymon, SkullSatamon et Christopher. |                                           |                                                    | |                                   |
| 21 | Catastrophe dans la Zone de la Poussière  | 決戦！ダークナイトモンVSクロスハート！             | Kessen! Dākunaitomon VS Kurosu Hāto! (Combat décisif ! DarkKnightmon contre les Combattants Fusion !)                   | 21 décembre 2010 30 janvier 2015  |
| Les Combattants Fusion sont forcés de fuir AxeKnightmon et Christopher, avec l'aide de Puppetmon. Laylamon fait la rencontre d'AxeKnightmon qui lui propose de faire alliance avec elle pour détruire les Combattants Fusion. Laylamon accepte, mais compte bien s'emparer malgré AxeKnightmon des fragments de la couronne-code. Plus tard dans la nuit, les Combattants Fusion sont rejoints par Sparrowmon qui révèle à Mikey que Nene est retenue prisonnière dans la tour d'AxeKnightmon et qu'elle aide contre son gré ce dernier à alimenter son Chargeur des Ténèbres. Le lendemain, le groupe de Mikey tente de secourir Nene avant de se confronter à Christopher et ses sbires. Réalisant que Christopher n'agit pas comme d'habitude, Mikey le frappe pour qu'il puisse revenir à la raison. Tandis que Shoutmon ×4, MetalGreymon, Deckerdramon, et Cyberdramon s'allient pour faire tomber l'ennemi, Mikey et Sparrowmon parviennent à sauver Nene. Mikey forme ensuite Shoutmon ×5 pour annihiler les Guardromon et utilise une digi-carte de MetalGarurumon. |                                           |                                                    | |                                   |
| 22 | Perdu dans l'espace numérique             | ワイズモン、デジタルワールドの秘密！               | Waizumon, Dejitaru Wārudo no Himitsu! (Wisemon, les secrets du Digimonde !)                                             | 11 janvier 2011 4 février 2015    |
| Après une brève discussion avec Mikey, et toujours à la recherche de son petit frère, Nene découvre que son Chargeur Fusion noir ne marche plus et s'écroule de fatigue. Cherchant à trouver de l'aide, l'équipe décide de transporter Nene sur l'Île des Monitamon résidents de la Zone des guerriers. Cependant, tandis qu'ils traversent les zones, les Combattants Fusion sont attaqués par Arukadimon. Tandis que les autres et le Chargeur Fusion sont aspirés par Arukadimon, Mikey apprend que l'attaque a été organisée par Laylamon dans le but de le faire souffrir, tandis qu'il flotte seul dans l'espace numérique. Cependant, Mikey croise le chemin d'un étrange ouvrage dont l'occupant Wisemon l'aspire puis en fait son cobaye ; Mikey tente de convaincre Wisemon de ne pas le disséquer. Grâce à Wisemon, Mikey en apprend plus sur le digimonde qui l'entoure et sur les étranges événements qui se produiront lorsque l'armée de Bagra se sera emparée de toutes les Couronne-codes. Il tente de convaincre Wisemon de sauver ses amis, ce que le digimon ne trouve pas logique. Forcé à repartir seul, sans que Wisemon n'ait à le libérer du boulet qu'il a au pied, Mikey atteint le foyer d'Arukadimon tandis que Shoutmon et les autres tentent de se barricader tant bien que mal du monstre afin de l'empêcher de les avaler. Par chance, en sacrifiant son ouvrage et après avoir changé d'avis, Wisemon sauve Mikey et le joint dans son Chargeur Fusion pour former Shoutmon ×5 et leur permettre de s'échapper du monstre. Arukadimon tente de les retenir, mais il est finalement annihilé par Shoutmon ×5 lorsque Mikey utilise la digi-carte du digimon légendaire Darkdramon que Jérémy a tenté d'utiliser plus tôt. Lalyamon arrive sur place folle de rage de trouver Arukadimon vaincu. Wisemon se joint aux Combattants Fusion et tous partent pour la Zone des guerriers.                                                              |                                           |                                                    | |                                   |
| 23 | Une Couronne-code pour des rires          | シノビゾーン、お笑い忍者バトル！                   | Shinobi Zōn, Owarai Ninja Batoru! (Combat comique entre ninjas de la Zone des Guerriers !)                              | 18 janvier 2011 4 février 2015    |
| Arrivés sur place pour rencontrer Monitamon dans la Zone des guerriers, les Combattants Fusion apprennent que le général Musyamon, sous les ordres de Blastmon, est désormais le chef de la zone, et retient la princesse des Monitamon en otage afin de forcer les Monitamon à lui remettre la Couronne-code. Peu après, le bras-droit de Musyamon, Shurimon arrive et tente d'attaquer l'ancien des Monitamon, afin qu'il lui remette la Couronne-code de force. Il part en échange d'un DVD de samouraï qui occupera Musyamon encore un moment. Sous la coupe de l'ancien des Monitamon, Nene se joint à eux pour résoudre le problème malgré sa fatigue. Angie se soucie d'elle, et Mikey décide de récupérer la Couronne-code avec la ferme intention de l'obtenir pour sauver la princesse des Monitamon. En route pour rencontrer le possesseur actuel de la Couronne-code, Karatenmon, les Combattants Fusion sont rejoints par un groupe d'Etemon qui sauvent Jérémy d'une chute et offrent leur service à Shoutmon. Sur place, l'ancien des Monitamon leur explique qu'il faut faire rire Karatenmon afin d'obtenir la Couronne-code. Tout le monde s'y met, racontent des blagues, et Shoutmon tente même de digi-fusionner pour prendre des formes plus dingues les unes que les autres, mais sans succès. Cependant, Nene, qui reprend légèrement de la forme, se joint à Angie dans un sketch comique qui parvient finalement à faire rire Karatenmon. Lorsqu'il remet la Couronne-code à Nene, le chef des Etemon le lui vole et révèle être sous les ordres de Musyamon. Mikey digi-fusionne Beastmon et Ballistamon en BalliBeastmon pour séduire Etemon, avant de s'enfuit après une attaque surprise. Nene et Angie deviennent amies, et les Combattants Fusion établissent un plan pour sauver la princesse des Monitamon. |                                           |                                                    | |                                   |
| 24 | Monitamission Impossible                  | 落ちこぼれモニタモンズ、がんばる！                 | Ochikobore Monitamonzu, Ganbaru! (Monitamon à terre, faites de votre mieux !)                                           | 25 janvier 2011 5 février 2015    |
| Les Monitamon de Nene infiltrent le château de Musyamon et rapportent que ses forces ont pour but d'envahir le village des Monitamon afin de s'emparer de la Couronne-code par la force. Les Combattants Fusion ont donc pour objectif de protéger le village plutôt que de sauver la princesse. Voulant impressionner Nene, Jérémy se propose pour infiltrer le château de Musyamon aux côtés de Dorulumon et un trio de Monitamon rouges. Dans un premier temps, à cause du manque d'agilité des Monitamon, Jérémy réfléchit à une éventuelle aide supplémentaire. Mais voyant que le reste du groupe doit retenir l'armée de Shurimon, il décide de prendre la situation en main et à infiltrer le château de Musyamon tandis que Dorulumno retient les gardes. Jérémy affronte ensuite Musyamon aux côtés des Monitamon rouge tandis que le Monitamon de Nene s'occupe de sauver la princesse. Alors que les mots et la situation dans laquelle se trouve Jérémy sont retransmis via Monitamon au reste du groupe, Nene vole vers la base pour sauver les Monitamon rouge de Musyamon. Pendant ce temps, le Chargeur Fusion de Nene change de couleur en lavande et permet la digi-fusion des Monitamon rouges en Hi-Vision Monitamon, qui repousse Musyamon hors du château. De là, les Combattants Fusion de regroupent et Mikey forme Shoutmon ×5 pour vaincre Musyamon et ses troupes avec l'aide de Hi-Vision Monitamon. |                                           |                                                    | |                                   |
| 25 | Face à face dans la Zone des disques      | ゾーン崩壊！火花散るタイキとキリハ！               | Zōn Hōkai! Hibana Chiru Taiki to Kiriha! (La zone s'effondre ! Ça fuse entre Mikey et Christopher !)                    | 1er février 2011 5 février 2015   |
| Lorsque l'équipe de Mikey arrive à la Zone des Disques, il découvre que Christopher se bat avec Blastmon dans un effort de s'accrocher à la Code-Couronne. Mikey essaie de l'aider afin de garder les combats dans la zone qui menace de s'effondrer... |                                           |                                                    | |                                   |
| 26 | Shoutmon : Imposteur ou roi des Digimon ? | シャウトモン、キングの証！                         | Shautomon, Kingu no Akashi! (Épreuves royales pour Shoutmon !)                                                          | 8 février 2011 6 février 2015     |
| Lorsque Mikey est en mesure de rejoindre les Fusion Fighters et les résidents de la zone disque à la Zone de Shinobi, Shoutmon interroge sa capacité à garder toutes ces Digi-fusions... |                                           |                                                    | |                                   |
| 27 | Concours de pâtisserie                    | スイーツゾーン, 甘党デジモンバトル                 | Suītsu Zōn, Amatō Dejimon Batoru (Délicieuse bataille entre Digimon à la Zone des Douceurs)                             | 15 février 2011 6 février 2015    |
| En suivant la digimélodie, Mikey découvre et secoure un digimon du nom de Spadamon. Une fois guéri par Cutemon, Spadamon explique avoir parcouru le digimonde à la recherche des Combattants Fusion. Spadamon leur apprend que l'armée de Bagra de Matadormon contrôle la Zone des Douceurs, a emprisonné les chefs pâtissiers de la zone. À l'entrée de la ville la plus proche, le groupe est appréhendé par une horde de gardes Monzaemon ; Mikey leur fait croire qu'Angie est la meilleure pâtissière de tout le digimonde, et souhaiterait parler à Matadormon. Tandis que Nene et les Monitamon tentent de sauver les chefs pâtissiers emprisonnés, les Combattants Fusion entrent dans une cuisine géante dans laquelle Angie s'engage dans un concours de pâtisserie contre WaruMonzaemon, le chef privé de Matadormon. Angie, ne sachant pas cuisiner se rappelle comment cuisiner une tarte à la banane. Les Combattants Fusion proposent leur aide et tous partent chacun de leur côté pour trouver les ingrédients nécessaires à sa préparation. Cependant, WaruMonzaemon piège Shoutmon et Ballistamon en leur faisant manger toutes les bananes. De ce fait, Angie doit utiliser des patates douces par la préparation et de sa tarte ; finalement, et après le temps imparti, Matadormon préfère la tarte préparée par Angie plutôt que par WaruMonzaemon. Mikey, après avoir appris la libération de chefs pâtissiers, révèle leur véritable objectif ; WaruMonzaemon absorbe les Monzaemon pour devenir Giga WaruMonzaemon qui s'oppose à Shoutmon ×4. Mais Spadamon leur offre son aide et les deux fusionnent pour devenir Shoutmon ×4S puis gagnent face à Giga WaruMonzaemon. Par la suite, Cutemon apprend de Coronamon, l'un des chefs pâtissiers libérés, que les parents de Cutemon ont été enlevés et fait prisonniers aux côtés d'autres habitants. Matadormon apparaît soudainement et brise le sol en deux envoyant les Combattants Fusion au fond. |                                           |                                                    | |                                   |
| 28 | Bataille dans les profondeurs numériques  | 最終兵器発動！がんばれキュートモン！               | Saishū Heiki Hatsudō! Ganbare Kyūtomon! (Le lancement de l'arme absolue ! Accroche-toi, Cutemon !)                      | 22 février 2011 9 février 2015    |
| Les Combattants Fusion se retrouvent plongé dans les souterrains de la Zone des douceurs tandis que Cutemon sent la présence de ses parents. Mikey et les autres tentent donc de les chercher eux et les résidents de la Zone jusqu'à ce qu'il soit encerclé par un groupe de Raremon. Par chance, le groupe réussit à s'échapper à l'aide de Monitamon ; Jeremy et Nene apprennent que les Raremon sont en réalité des digimon prisonniers transformés après que leurs données aient été volées. Mikey apprend de Spadamon que ces données sont transférées vers le légendaire Breakdramon. Une fois les Combattants Fusion regroupé, Shoutmon ×5 est formé pour combattre Breakdramon avant que Matadormon n'apparaisse et révèle détenir les parents de Cutemon en otage pour les utiliser afin d'alimenter la puissance de Breakdramon, ce dernier ayant presque parvenu à tuer Shoutmon ×5. Cutemon, souhaitant sauver ses parents, entre en contact télépathique avec eux, et ces derniers veulent que leur fils aident à guérir Shoutmon ×5. Mikey et Spadamon, pendant ce temps, sauvent les parents de Cutemon en utilisant le Sabre étoile tandis que Shoutmon ×5 détruit Matadormon et Breakdramon ; ainsi les habitants récupèrent leur forme d'origine. Peu après l'obtention de la couronne-code, Cutemon fait ses adieux à ses parents et accompagne le Combattants Fusion dans la zone suivante. |                                           |                                                    | |                                   |
| 29 | La dernière couronne-code                 | タイキ・キリハVSバグラ軍、全面決戦！               | Taiki Kiriha VS Bagura Gun, Zenmen Kessen! (Mikey et Christopher contre l'armée de Bagra, la grande confrontation !)    | 1er mars 2011 9 février 2015      |
| Alors que l'équipe de Mikey arrive à la Zone Epée, elle est attaquée par Grademon, le sabreur de l'armée de Bagra... |                                           |                                                    | |                                   |
| 30 | Le choc des deux mondes                   | 新たなる旅立ち！！東京大決戦！！                   | Arata Naru Tabidachi!! Tōkyō Daikessen!! (Un nouveau départ ! La grande bataille à Tokyo !)                             | 8 mars 2011 10 février 2015       |
| Mikey, Jeremy, Angie et Shoutmon sont de retour à la maison. Pendant ce temps, Tactimon a fini dans le monde humain aussi, et il se ravive en absorbant l'énergie numérique. Mikey, Jeremy et Angie doivent alors se décider s'ils doivent retourner vers le monde numérique... |                                           |                                                    | |                                   |

### Deuxième saison
| No | Titre français                                                                  | Titre japonais                                           | Titre japonais | Date de 1re diffusion             |
| No | Titre français                                                                  | Kanji                                                    | Rōmaji | Date de 1re diffusion             |
| --- | ------------------------------------------------------------------------------- | -------------------------------------------------------- | --- | --------------------------------- |
| 31 | Retour vers le monde Digital ! Ça chauffe au Royaume des Dragons !              | 新たなる世界へ！火烈将軍のドラゴンランド                 | Arata Naru Sekai e! Karetsu Shōgun no Doragon Rando (Vers un nouveau monde ! Le général flamboyant du Royaume des Dragons !)                       | 3 avril 2011 14 septembre 2015    |
| Mikey et Shoutmon retournent dans le monde digital, mais ils découvrent qu'il a été entièrement contrôlé par l'Empire du diabolique Bagra et divisé en sept royaumes, gouvernées par sept généraux des Ténèbres qui ont tous le pouvoir de la Digi-fusion... |                                                                                 |                                                          | |                                   |
| 32 | Choisis ton camp, Christopher ! Mission sauvetage pour les combattants fusion ! | 立ち上がれキリハ！クロスハート奪回作戰                   | Tachiagare Kiriha! Kurosu Hāto Dakkai Sakusen (Debout, Christopher ! Stratégie de sauvetage pour les Combattants Fusion !)                         | 10 avril 2011 14 septembre 2015   |
| La force de Christopher et MetalGreymon est mise à l'épreuve quand ils rejoignent Mikey et Shoutmon pour une mission de sauvetage du reste des combattants Fusion menacés d'être supprimés des mains du Général Dorbickmon... |                                                                                 |                                                          | |                                   |
| 33 | Au Royaume des vampires face à face avec le Général du Clair de Lune            | 背筋ゾワゾワ！月光将軍のヴァンパイアランド               | Sesuji Zowazowa! Gekkō Shōgun no Vanpaia Rando (Des frissons dans le dos ! Au Royaume des vampires, le général du clair de lune)                   | 17 avril 2011 15 septembre 2015   |
| Désormais un groupe uni, les équipes de Blue Flare et les combattants Fusion se dirigent vers le Royaume des Vampires, où ils découvrent un groupe de Digimons kidnappés par le redoutable et effroyable général NeoMyotismon... |                                                                                 |                                                          | |                                   |
| 34 | Tiens bon, Greymon ! La naissance de Shoutmon DX                                | 死ぬなグレイモン！シャウトモンDX誕生                     | Shinu na Gureimon! Shautomon Dī Kurosu Tanjō (Ne meurs pas Greymon ! Shoutmon DX est né)                                                           | 24 avril 2011 15 septembre 2015   |
| Lorsque MetalGreymon est absorbée par NeoMyotismon, Mikey et Shoutmon se mettent en quête du légendaire White Lopmon, qui est peut-être la clé pour vaincre NeoMyotismon et libérer leur ami... |                                                                                 |                                                          | |                                   |
| 35 | La récolte d'énergie : les chasseurs du Royaume du Miel                         | パワーが吸われる！ハニーランドの狩人たち                 | Pawā ga Suwareru! Hanī Rando no Kariudo-tachi (Le pouvoir est absorbé ! Les chasseurs du royaume du miel)                                          | 1er mai 2011 16 septembre 2015    |
| Les combattants Fusion se rendent au Royaume du Miel, où d'innocents Digimons sont privés de leur énergie afin de faire du digi-miel. Ils rencontrent également un nouvel allié potentiel nommé Mervamon, mais sa vision étroite sur la défaite du Dark General et l'incapacité à travailler avec l'équipe menace plusieurs des combattants Fusion...            |                                                                                 |                                                          | |                                   |
| 36 | Douce vengeance ! Les horreurs du Royaume du Miel !                             | 笑う狩人！木精将軍ザミエールモン                         | Warau Kariudo! Mokusei Shougun Zamiērumon (Rieur le chasseur ! L'esprit des bois, le général Zamielmon)                                            | 8 mai 2011 16 septembre 2015      |
| Zamielmon, le général du Royaume du Miel, invite Mikey et les combattants Fusion à une journée d'horreurs dans son propre parc à thème personnel. Peuvent-ils survivre à la «plaisanterie» assez longtemps pour le vaincre ?... |                                                                                 |                                                          | |                                   |
| 37 | Ewan et le Royaume de I'illusion                                                | 弟よ、なぜ！？ 敵ジェネラル・ユウの悪夢                  | Otōto yo, Naze!? Teki Jeneraru Yuu no Akumu (Mon frère, pourquoi ? Ennemi juré, Ewan est général)                                                  | 15 mai 2011 17 septembre 2015     |
| La recherche de Nene pour son petit frère Ewan touche enfin à sa fin, mais elle est dévastée de découvrir que Ewan est un général de Lord Bagra et que son frère pense que le monde numérique comme la Digi-Fusion est juste un jeu surcoté sans conséquences...                                                                                                 |                                                                                 |                                                          | |                                   |
| 38 | Manipulations au Cyber-Royaume                                                  | 謎のサイバーランド！鋼の街の美少女                       | Nazo no Saibā Rando! Hagane no Machi no Bishōjo (Le Cyber-Royaume et ses mystères ! Bel enfant dans la cité d'acier)                               | 22 mai 2011 17 septembre 2015     |
| Alors que l'équipe pénètre dans le Cyber-Royaume, ils découvrent une petite fille sympathique nommée Luca qui est seulement trop désireuse de se joindre à eux. Seul Dorulumon se méfie de ses intentions, mais peut-il prouver que Luca ne présage rien de bon ?...                                                                                             |                                                                                 |                                                          | |                                   |
| 39 | Le Piège sournois du Gėnėral Tig                                                | クロスハート分裂の危機！水虎将軍の卑劣なワナ             | Kurosu Hāto Bunretsu no Kiki! Suiko Shōgun no Hiretsuna Wana (Crise chez les Combattants Fusion ! Le piège sournois du général Tig)                | 29 mai 2011 18 septembre 2015     |
| Le général du Cyber-Royaume continue son travail pour diviser et conquérir Mikey, Shoutmon et leurs amis avec une série d'imitations et de pièges. Peuvent-ils entrevoir la ruse et travailler ensemble pour l'arrêter ?... |                                                                                 |                                                          | |                                   |
| 40 | Le Royaume de l'Or et le Corsair                                                | 陽気な海賊、現る！ゴールドランドの航海！！               | Yōki na Kaizoku, Arawaru! Gōrudo Rando no Kōkai!! (De joyeux pirates apparaissent ! Cap vers le Royaume de l'Or)                                   | 5 juin 2011 18 septembre 2015     |
| Mikey et les combattants Fusion doivent se battre pour leurs amis quand le Général du Royaume de l'Or jette un sort sur Shoutmon et plusieurs des membres de l'équipe, les forçant à se joindre à son équipage de pirates... |                                                                                 |                                                          | |                                   |
| 41 | Ballistamon la menace : le passé refait surface                                 | 金賊のオレーグモンが笑う！ さらばクロスハート！          | Kinzoku no Orēgumon ga Warau! Saraba Kurosu Hāto! (Olegmon le voleur d'or rit ! Adieu les Combattants Fusion !)                                    | 12 juin 2011 21 septembre 2015    |
| Avec Baillistamon transformé, Volumon démasqué et Nene et Mikey enlevés par Olegmon, Shoutmon doit faire équipe avec Christopher et l'équipe Flamme Bleue. Ils tentent de sauver leurs amis et retrouver le vrai Ballistamon... |                                                                                 |                                                          | |                                   |
| 42 | Affrontement au royaume des Canyons                                             | キリハにささやく！峡谷の土神将軍、魔の誘い！             | Kiriha ni Sasayaku! Kyōkoku no Doshin Shōgun, Akuma no Yūi! (Murmures du général du royaume des canyons à Christopher, une invitation du diable !) | 26 juin 2011 21 septembre 2015    |
| La nature compétitive de Christopher lui permet d'obtenir le meilleur de lui-même. Surtout lorsqu'il insiste pour combattre le général du royaume des Canyons, avec des résultats désastreux... |                                                                                 |                                                          | |                                   |
| 43 | Méga-Fusion : le pouvoir de l'amitié                                            | 強き愛を！デッカードラモン最期の叫び！！                 | Tsuyoki Ai o! Dekkādoramon Saigo no Sakebi!! (Un amour fort ! Le dernier cri de Deckerdramon !)                                                    | 3 juillet 2011 22 septembre 2015  |
| Les combattants Fusion sont ébranlés quand ils sont trahis par Christopher, qui est déterminé à prouver sa force en combattant Mikey et Shoutmon une bonne fois pour toutes... |                                                                                 |                                                          | |                                   |
| 44 | Régénération et frustration                                                     | きずなの×7！グラビモンとの壮絶バトル！！                 | Kizuna no Kurosu Sebun! Gurabimon no Sōzetsu Batoru!! (Le bond du X7 ! Le sublime combat avec Gravimon !)                                          | 17 juillet 2011 22 septembre 2015 |
| Les combattants Fusion déploient leur énergie dans la lutte contre le général Gravimon, qui en plus de son armée redoutable et de sa capacité de reconstituer son corps a jeté son dévolu sur la prise du pouvoir du X7... |                                                                                 |                                                          | |                                   |
| 45 | La face cachée du soleil                                                        | 最後の王園、輝く太陽のブライトランド！                   | Saigo no Ōkoku, Kagayaku Taiyō no Buraito Rando! (L'ultime royaume, l'Étincelant sous un soleil radieux !)                                         | 24 juillet 2011 23 septembre 2015 |
| Les combattants Fusion sont divisés. Peuvent-ils vraiment avoir confiance en Apollomon, le général de Bright Land ? Celui-ci prétend être secrètement de leur côté et a besoin de leur aide pour vaincre le Seigneur Bagra... |                                                                                 |                                                          | |                                   |
| 46 | Le côté sombre du royaume étincelant                                            | 生か死か、地獄のジェネラル決戦！                         | Shō ka Shi ka, Jigoku no Jeneraru Kessen! (Mort ou vif, combat décisif pour le général infernal !)                                                 | 31 juillet 2011 23 septembre 2015 |
| Piegés dans un endroit cauchemardesque nommé Underworld, Mikey et ses amis doivent affronter dans une ultime bataille Erwan, qui souhaite anéantir les Combattants Fusion... |                                                                                 |                                                          | |                                   |
| 47 | La bataille des Jeunes Généraux                                                 | タイキvsユウ、少年ジェネラル対決！！                     | Taiki vs Yuu! Shōnen Jeneraru Taiketsu!! (Mikey face à Ewan ! Les généraux s'affrontent !)                                                         | 7 août 2011 24 septembre 2015     |
| Alors que Christopher, Nene et les autres Combattants Fusion se battent contre Apollomon Whispered et ses mauvais compagnons, Mikey doit convaincre Ewan que le monde numérique n'est pas un jeu et que sa perte aurait des conséquences sur le monde réel... |                                                                                 |                                                          | |                                   |
| 48 | La revanche de Beelzemon                                                        | ベルゼブモン、光に消ゆ！                                 | Beruzebumon, Hikari ni Kiyu! (Beelzemon, fond dans la lumière !)                                                                                   | 14 août 2011 24 septembre 2015    |
| Ewan réalise finalement que le monde numérique n'est pas un jeu. Mikey et les Combattants Fusion doivent trouver un moyen d'échapper à Underworld avant qu'ils n'y soient piégés pour toujours... |                                                                                 |                                                          | |                                   |
| 49 | Le plus sombre des généraux des ténèbres                                        | タイキの決断！最強のアポロモンを超えろ！                 | Taiki no Keddan! Saikyō no Aporomon o Koeru! (Surpasser le puissant Apollomon ! Le choix de Mikey !)                                               | 21 août 2011 25 septembre 2015    |
| 50 | Le royaume des prisonniers                                                      | よみがえる！七人のデスジェネラル総登場！！               | Yomigaeru! Shichinin no Desu Jeneraru Sōtōjō!! (Résurrection ! L'apparition des sept généraux de l'ombre !)                                        | 28 août 2011 25 septembre 2015    |
| Avec tous les sept généraux détruits, les combattants Fusion arrivent enfin au château de Lord Bagra. Ils se retrouvent face à face avec AxeKnightmon et tous les sept généraux, régénérés pour les affronter... |                                                                                 |                                                          | |                                   |
| 51 | Pourri jusqu'au Digi-Cœur !                                                     | デジタルワールドの未来のために！デスジェネラルとの友情！ | Dejitaru Wārudo no Mirai no Tame ni! Desu Jeneraru to no Yūjō! (Pour l'avenir du Digimonde ! Ami-ami avec les généraux de l'ombre !)               | 4 septembre 2011 11 octobre 2015  |
| Dans une tentative de sauver ses amis, Mikey permet à Axeknightmon d'extraire son Digi-Core et il est envoyé à la cellule de détention redouté de prison Land. Là, il se retrouve face à face avec les sept généraux de l'ombre, qui ne sont que trop heureux de se regrouper et de vaincre le général des Combattants Fusion...                                 |                                                                                 |                                                          | |                                   |
| 52 | D-Cinq et la Confrérie du Mal !                                                 | バグラ兄弟、暗黒の絆                                     | Bagura Kyōdai! Ankoku no Kizuna (Les frères Bagra, des liens sombres)                                                                              | 11 septembre 2011 11 octobre 2015 |
| Après avoir échappé à Prison Land, Mikey et les Combattants Fusion sont enfin face à face avec Lord Bagra. Mais quand il absorbe personnellement le Code de la Couronne de l'ombre, il devient plus fort que jamais. Il dirige alors non seulement le monde numérique, mais aussi bien le monde des humains...                                                   |                                                                                 |                                                          | |                                   |
| 53 | Les ténèbres avant l'aube                                                       | 迫りくる！人間界の最期の日、D5！！                       | Semarikuru! Ningenkai no Saigo no Hi, Dī Faibu!! (Il approche ! L'apocalypse du monde humain, D5 !!)                                               | 18 septembre 2011 14 octobre 2015 |
| Après avoir assisté à la trahison d'Axeknightmon, les Combattants Fusion craignent que tout espoir ne soit perdu lorsqu'ils affrontent l'immensément puissant Darkest Axeknightmon et reçoivent une aide inattendue d'une paire de vieux amis... |                                                                                 |                                                          | |                                   |
| 54 | Fusion finale : combat pour la Terre !                                          | 栄光のデジクロス、つかめ！おれたちの未来！！             | Eikō no DejiKurosu, Tsukame! Oretachi no Mirai!! (Notre avenir ! La digifusion sous son meilleur jour, à vous de jouer !)                          | 25 septembre 2011 14 octobre 2015 |
| Avec les deux mondes humains et numériques envahis par MegaDarkness Bagramon, les Combattants Fusion ont un unique dernier espoir : l'Ordre des Chevaliers. Avec leur aide, Mikey fixe une mission désespérée pour sauver Shoutmon. L'affrontement de Digimon entre le bien et le mal culmine dans une dernière bataille épique pour l'avenir des deux mondes... |                                                                                 |                                                          | |                                   |

### Dernier arc, série distincte
Ce dernier arc ne possède aucun titre francophone officiel.
| No | Titre français | Titre japonais                                   | Titre japonais | Date de 1re diffusion |
| No | Titre français | Kanji                                            | Rōmaji | Date de 1re diffusion |
| -- | -------------- | ------------------------------------------------ | --- | --------------------- |
| 55 |                | おれたち、デジモンハンター!                      | Oretachi, Dejimon Hantā! (Nous sommes des Chasseurs de Digimon !)                                                                         | 2 octobre 2011        |
| 56 |                | 生徒たちが消えた！ゆらめくサゴモンの影           | Seito-tachi ga Kieta! Yurameku Sagomon no Kage (L'ombre de Sagomon plane, les élèves se volatilisent !)                                   | 9 octobre 2011        |
| 57 |                | ロボット部の夢、ピノッキモンの誘惑               | Robotto Bu no Yume, Pinokimon no Yūwaku (Le rêve du club de robotique, la convoitise de Puppetmon)                                        | 16 octobre 2011       |
| 58 |                | 優等生が狙われた！ブロッサモンの微笑             | Yūtōsei ga Nerawareta! Burossamon no Bishō (Sourit Blossomon, les élèves qui obtiennent les meilleurs résultats seront pris pour cible !) | 23 octobre 2011       |
| 59 |                | かわいさ要注意！キュートハンター、アイルの罠！   | Kawaii Yōchūi! Kyūto Hantā, Airu no Wana! (Méfiez-vous les petits minois ! Chasseur coquet, tu seras piégé par Airu !)                    | 30 octobre 2011       |
| 60 |                | デジモン剣道勝負！コテモンの刃が迫る！           | Dejimon Kendō Shōbu! Kotemon no Yaiba ga Semaru! (Duel de kendo entre Digimon ! La lame de Kotemon se rapproche !)                        | 6 novembre 2011       |
| 61 |                | お好み焼きパニック！パグモンだらけの街           | Okonomiyaki Panikku! Pagumon Darake no Machi (Panique à Okonomiyaki ! La ville pleine de Pagumon)                                         | 13 novembre 2011      |
| 62 |                | デジモンハント大繁盛！商店街の凄腕ハンター！     | Degimon Hanto Daihanjō! Shōtengai no Sugoude Hantā! (La chasse aux Digimons bat son plein ! Le maître chasseur de la galerie marchande !) | 20 novembre 2011      |
| 63 |                | 狙われたタイキ！超セレブ・スターの雄たけび！     | Nerawareta Taiki! Chō Serebu Sutā no Otakebi! (Mikey est une cible ! Le cri de guerre de la Super-Célébrité !)                            | 27 novembre 2011      |
| 64 |                | 香港上陸！超美少女アイドルを守れ！！             | Honkon Jōriku! Chōbishōjo Aidoru o Mamore!! (Ici Hong Kong ! Il faut protéger la belle idole !)                                           | 4 décembre 2011       |
| 65 |                | タギルがふにゃふにゃ!? ガムドラモン大ピンチ!!    | Tagiru ga Funyafunya!? Gamudoramon Dai Pinchi!! (Tagiru est flagada ?! Le grand embarras de Gumdramon !)                                  | 11 décembre 2011      |
| 66 |                | おいしい？まずい？デジモン・ラーメン勝負！       | Oishii? Mazui? Dejimon Rāmen Shōbu! (Délicieux ? Dégueu ? Compétition de ramen chez les Digimon !)                                        | 18 décembre 2011      |
| 67 |                | 子供だけの世界旅行！夢のデジモントレイン         | Kodomo dake no Sekai Ryokō! Yume no Dejimon Torein (Un tour du monde réservé aux enfants ! Le train de rêves chez les Digimon)            | 25 décembre 2011      |
| 68 |                | ハンター大集合！南の島のデジモン争奪戦！         | Hantā Daishūgō! Minami no Shima no Dejimon Sōdatsusen! (Les chasseurs se rassemblent ! Compétition Digimon dans l'île du Sud !)           | 8 janvier 2012        |
| 69 |                | 友達欲しい？フェレスモン悪魔の約束               | Tomodachi Hoshii? Feresumon, Akuma no Yakusoku (Tu veux des amis ? Phelesmon, la promesse du diable)                                      | 15 janvier 2012       |
| 70 |                | ドキドキ恐怖体験！心霊ハンターが吠える！！       | Dokidoki Kyōfu Taiken! Shinrei Hantā ga Hoeru!! (De terrifiantes histoires d'horreur à faire hurler les chasseurs !)                      | 22 janvier 2012       |
| 71 |                | 似てる？似てない？変装怪盗ベツモン               | Niteru? Nitenai? Hensō Kaitō Betsumon (Sosie ou authentique ? Betsumon, le voleur déguisé)                                                | 29 janvier 2012       |
| 72 |                | UFO・恐竜大集合！夢のエカキモン                  | Yūfō Kyōryū Daishūgō! Yume no Ekakimon (Grand rassemblement d'ovnis et de dinosaures ! L'Ekakimon des rêves)                              | 5 février 2012        |
| 73 |                | 海底大冒険！夢の財宝デジモンを探せ！             | Kaitei Daibōken! Yume no Zaihō Dejimon o Sagase! (La grande aventure sous-marine ! Dénichez le trésor Digimon de tous les rêves)          | 12 février 2012       |
| 74 |                | レアカードが消えた！無敵のルークチェスモン       | Rea Kādo ga Kieta! Muteki no Rūkuchesumon (Une pièce rare a disparu ! L'invincible RookChessmon)                                          | 19 février 2012       |
| 75 |                | 夢の遊園地、デジモンランド！                     | Yume no Yūenchi, Dejimon Rando! (Le parc d'attractions de tous les rêves, le Digimon Land !)                                              | 26 février 2012       |
| 76 |                | 黄金昆虫！メタリフェクワガーモンの謎             | Ōgon Konchū! Metarifekuwagāmon no Nazo (L'insecte doré ! Le mystérieux MetallifeKuwagamon)                                                | 4 mars 2012           |
| 77 |                | 今明かされる！デジモンハントの秘密               | Ima Akasareru! Dejimon Hanto no Himitsu (Révélation ! Les secrets de la chasse aux Digimon)                                               | 11 mars 2012          |
| 78 |                | 伝説のヒーロー大集結！デジモンオールスター決戦!! | Densetsu no Hīrō Daishūketsu! Dejimon Ōru Sutā Kessen!! (Des héros légendaires s'unissent ! La rencontre Digimon All Star !)              | 18 mars 2012          |
| 79 |                | 燃え上がれタギル！栄光のデジモンハント！         | Moeagare Tagiru! Eikō no Dejimon Hanto! (Et maintenant, fonce Tagiru ! Victoire des chasseurs Digimon !)                                  | 25 mars 2012          |

## DVD
Au Japon, la série est sortie uniquement en dix-neuf DVD unitaires par Bandai Visual au Japon du 22 avril 2011 au 24 août 2012.
| Coffret DVD | Édition japonaise | Édition japonaise |
| Coffret DVD | Date de sortie    | Épisodes          |
| ----------- | ----------------- | ----------------- |
| 1           | 22 avril 2011     | 4 (1–4)           |
| 2           | 22 avril 2011     | 4 (5–8)           |
| 3           | 22 avril 2011     | 4 (9–12)          |
| 4           | 27 mai 2011       | 4 (13–16)         |
| 5           | 24 juin 2011      | 4 (17–20)         |
| 6           | 22 juillet 2011   | 4 (21–24)         |
| 7           | 26 août 2011      | 4 (25–28)         |
| 8           | 22 septembre 2011 | 4 (29–32)         |
| 9           | 26 octobre 2011   | 4 (33–36)         |
| 10          | 25 novembre 2011  | 4 (37–40)         |
| 11          | 22 décembre 2011  | 4 (41–44)         |
| 12          | 27 janvier 2012   | 5 (45–49)         |
| 13          | 24 février 2012   | 5 (50–54)         |
| 14          | 23 mars 2012      | 4 (55–58)         |
| 15          | 20 avril 2010     | 4 (59–62)         |
| 16          | 25 mai 2012       | 4 (63–66)         |
| 17          | 22 juin 2012      | 4 (67–70)         |
| 18          | 27 juillet 2012   | 4 (71–74)         |
| 19          | 24 août 2012      | 4 (75–79)         |